# Olga Carević
Olga Carević (Novi Sad, 9. travnja 1925. – 25. prosinca 2020.), svjetski ugledna hrvatska medicinska biokemičarka i humanistica poznata po apelima za mir.

## Životopis
Rođena u uglednoj novosadskoj srpskoj obitelji. Još kao djevojčica poželjela je živjeti u Zagrebu. U Novom Sadu je završila osnovnu i srednju školu. U Zagreb je došla 1945. studirati na Farmaceutskom fakultetu, diplomirala je, doktorirala je iz medicinske biokemije na temi "Istraživanja utjecaja gama-heksaklorcikloheksana na metabolizam jetre kod kokoši" i habilitirala se na Sveučilištu u Zagrebu. Znanstveno se usavršavala u Engleskoj, Belgiji i SAD-u.
Radila je u "Plivi", predavala na Veterinarskom fakultetu i na Medicinskom fakultetu u Zagrebu te Centru za poslijediplomski studij, a zatim u Institutu "Ruđer Bošković" i u Zavodu za zaštitu zdravlja kao znanstvena savjetnica. Bavila se proučavanjem učinka biološki aktivnih tvari na membranski sustav stanice. Na Veterinarskom fakultetu je radila i u Zavodu za farmakologiju i toksikologiju.
Na Institutu »Ruđer Bošković« osnovala je skupinu mladih znanstvenika s kojima je radeći na utjecaju toksičnih tvari na stanicu dosegla međunarodni znanstveni ugled.
Radila i surađivala na nekoliko inozemnih sveučilišta: u Birminghamu, u Louvainu gdje je surađivala s nobelovcem Christianom de Duveom i istraživala lizosome, na sveučilištu Rockefeller u New Yorku, Harvard u Bostonu te Sveučilištu Karolinska u Stockholmu.
Nakon umirovljenja nastavila je raditi. Pri Sekciji za promet i ekologiju Znanstvenog Vijeća za promet HAZU istraživala toksičnih učinaka emitiranih tvari iz motornih vozila na animalnu stanicu.
Članica je Hrvatske akademije medicinskih znanosti, The New York Academy of Sciences, European Society of Toxicology te počasna članica International Society for the Study of Xenobiotics.
Tijekom Domovinskog rata zalagala se za mirni suživot etničkih zajednica i demokratska načela. U više navrata zagovarala i pristup Hrvatske Europskoj uniji, a njen prilog uvršten je u Egidin zbornik Hrvatska Agenda 2000. Još 1991. godine kao Srpkinja otvoreno se i javno angažirala pišući javna pisma u obranu Hrvatske. Već na početku pobune dijela Srba u Hrvatskoj Olga Carević se kao osoba srpske nacionalnosti javno suprotstavila velikosrpskoj politici i distancirala od sljedbenika te politike u Hrvatskoj, poručivši da je Hrvatska njezina domovina. 
Čim je na radiju čula za postavljanje prvih balvana na ceste 17. kolovoza 1990. godine, istog trenutka napisala je apel, odjurila u Vjesnik te ih molila da ga objave. Apel naslovljen  „Prijateljstvo Hrvata i Srba i obrnuto“ bio je sadržaja: „Kao Srpkinja i stranački neopredijeljena ograđujem se od izjave o velikoj ugroženosti Srba u Hrvatskoj koju je, u ime Srba ove republike, dr. Milan Babić, predsjednik Općine Knin, dao dr. Borisavu Joviću, predsjedniku Predsjedništva SFRJ. Bojim se da takve i slične izjave čelnika i drugih članova SDS mogu samo ugroziti brojna prijateljstva stvorena između Hrvata i Srba tijekom poslijeratnih godina. Smatram, međutim, da bi bilo daleko manje nesporazuma, da su čelnici SDS legalno iznijeli svoje mišljenje i primjedbe na Ustav Hrvatske u Saboru Hrvatske, umjesto što su prisustvovali saboru Srba u Srbu. I na kraju, vjerujem da moje mišljenje dijele mnogi Srbi diljem ove republike.„
Djelovala je u sklopu hrvatskih europskih inicijativa, obraćajući se javnosti, na HRT-u te svojim već znamenitim pismima objavljivanim većinom u "Vjesniku". Pisala je osobama poput predsjednika SANU Dušana Kanazira, sakupivši ih u nekoliko knjiga, parafrazirajući Nikolu Teslu naslovom "Srpski rod, hrvatski dom". Zbog takvih nastupa, u hrvatskoj javnosti doživljava ju se kao moralnu i intelektualnu vertikalu.
Olgin sin jedinac Mislav, koji je bio znanstvenik, pripadnik 100-te brigade ZNG-a u Pokupskom, umro je nakon povratka s ratišta. Bio je pripadnik 100-te brigade ZNG-a u Pokupskom. Usprkos obiteljskoj tragediji našla je snage za nastavak svojega angažmana.
Redateljica Ines Pletikos snimila je dokumentarni film o Olgi Carević "Portreti koje pamtimo: Olga Carević - mostovi od srca do srca". Branimir Bilić ugostio ju je u emisiji Misli 21. stoljeća i uvrstio u zbornik "Misli 21. stoljeća: treća Hrvatska".

## Djela
- Moj srpski rod - [moj] hrvatski dom, poruke prijateljstva i mira upućenih Srbima i Hrvatima koje je autorica pisala i slala redakciji dnevnog lista „Vjesnik“, 1991., 2. prošireno izdanje 1993., posvećeno prerano umrlom sinu
- Glas srca i razuma; (uredio Božidar Petrač), pisma O. Carević, pisma znanstvenika, političara i crkvenih velikodostojnika i pisma podrške porukama O. Carević, 1995.
- Dodirnimo zvijezdu prijateljstva, 2005.
- Znanost, humanost i ekologija (Olga Carević i Dražen Vikić-Topić), 2010.
- Snaga prijateljstva : izbor tekstova objavljenih od 1990. do 2014., 2014.
- Želja za znanjem (Dražen Vikić-Topić, Olga Carević), 2014.

Objavila je osamdeset i sedam znanstvenih radova u zemlji i inozemstva i održala brojna kongresna priopćenja.

## Priznanja
Dobitnica je Međunarodnog priznanja za znanstveni rad (New York, 1989) iz područja lizosomskih istraživanja.
Predsjednik hrvatske Vlade Franjo Gregurić 1991. godine ponudio joj je mjesto ministrice bez lisnice u njegovoj vladi, a predsjednik RH Franjo Tuđman nudio joj je mjesto savjetnice, a obje je ponude odbila jer nije bila zainteresirana baviti se politikom.
Nagrada „Europski krug“ 1994., od Hrvatskog vijeća Europskog pokreta u Zagrebu, za promicanje demokratskih vrijednosti.
Odlikovana je Redom Danice Hrvatske s likom Ruđera Boškovića za znanstveni rad, na Dan državnosti 1995. godine.

## Vanjske poveznice
- Moj se sin u ratu nije borio za zločinačku organizaciju. Sramota!, Razgovarao Zvonimir Despot, Večernji list, 21. travnja 2011.